# Amphinemura fusca
Amphinemura fusca är en bäcksländeart som beskrevs av Peter Zwick 1977. Amphinemura fusca ingår i släktet Amphinemura och familjen kryssbäcksländor. Inga underarter finns listade i Catalogue of Life.